# Маральский
Маральский — посёлок в Ермаковском районе Красноярского края. Входит в состав сельского поселения Араданский сельсовет.

## География
Посёлок расположен на реке Иджим, в 30 км к востоку от села Верхнеусинское.

## История
В 1976 г. Указом Президиума ВС РСФСР поселок фермы маралсовхоза переименован в Маральский.

## Памятники археологии
В 1 км к северо-востоку от посёлка Маральский  расположен могильник Маральское 2.Памятник археологии находится на правом берегу реки Иджим, на 274 км проектируемой новой ж/д Курагино – Кызыл.
Могильник расположен возле горного отрога на наклонной полке, образованной в результате эрозии скальных выступов. Состоит из 12 визуально наблюдаемых каменно-земляных насыпей, вытянутых в разбросанную цепочку по линии северо-запад – юго-восток. Курган представлял собой каменно-земляную насыпь округлой формы.
После расчистки выяснилось, что курган представляет собой мощную каменную кладку, цилиндрической формы, сложенную из больших глыб белого и серого кварцита, диаметром до 12 м. Некоторые глыбы достигали размеров 0,5х0,9 м. Из них формировалась ограда кургана, диаметром 10 м. Среди камней встречены различные кости животных и обнаружено железное изделие в виде пешни. 
В центре, буквально под камнями, обнаружено захоронение человека. Кости плохо сохранились, но позволяют говорить, что погребенный был уложен на спине, в вытянутом положении, головой на запад. При нем ничего не обнаружено. По конструкции каменной ограды и позе погребенного можно предварительно датировать данный памятник раннескифским временем (начало 1 тыс. до н.э), так как подобные памятники встречены при раскопках на раннескифском могильнике Баданка IV, в 40 км западнее (раскопки Н.А.Боковенко в 80-х годах 20 века).

## Население
| 2010 |
| ---- |
| 7    |